# Большая Окунёвка (приток Оби)

Больша́я Окунёвка — река в России, в Александровском районе Томской области. Устье реки находится в 30 км по правому берегу протоки Оби Северный Пасил. Длина реки составляет 44 км. Вытекает из озера Большого Окунёвого.

## Данные водного реестра
По данным государственного водного реестра России относится к Верхнеобскому бассейновому округу, водохозяйственный участок реки — Обь от впадения реки Васюган до впадения реки Вах, речной подбассейн реки — Васюган. Речной бассейн реки — (Верхняя) Обь до впадения Иртыша.